# Brighton (Victoria)
Brighton é uma cidade do estado de Victoria, Austrália, hoje um subúrbio da cidade de Melbourne, de cujo centro dista 12 km para sueste. Está integrada no município de City of Bayside. No recenseamento de 2006, Brighton tinha 20 651 habitantes. O topónimo deriva da cidade de Brighton, na Inglaterra.

## Personalidades ligadas a Brighton

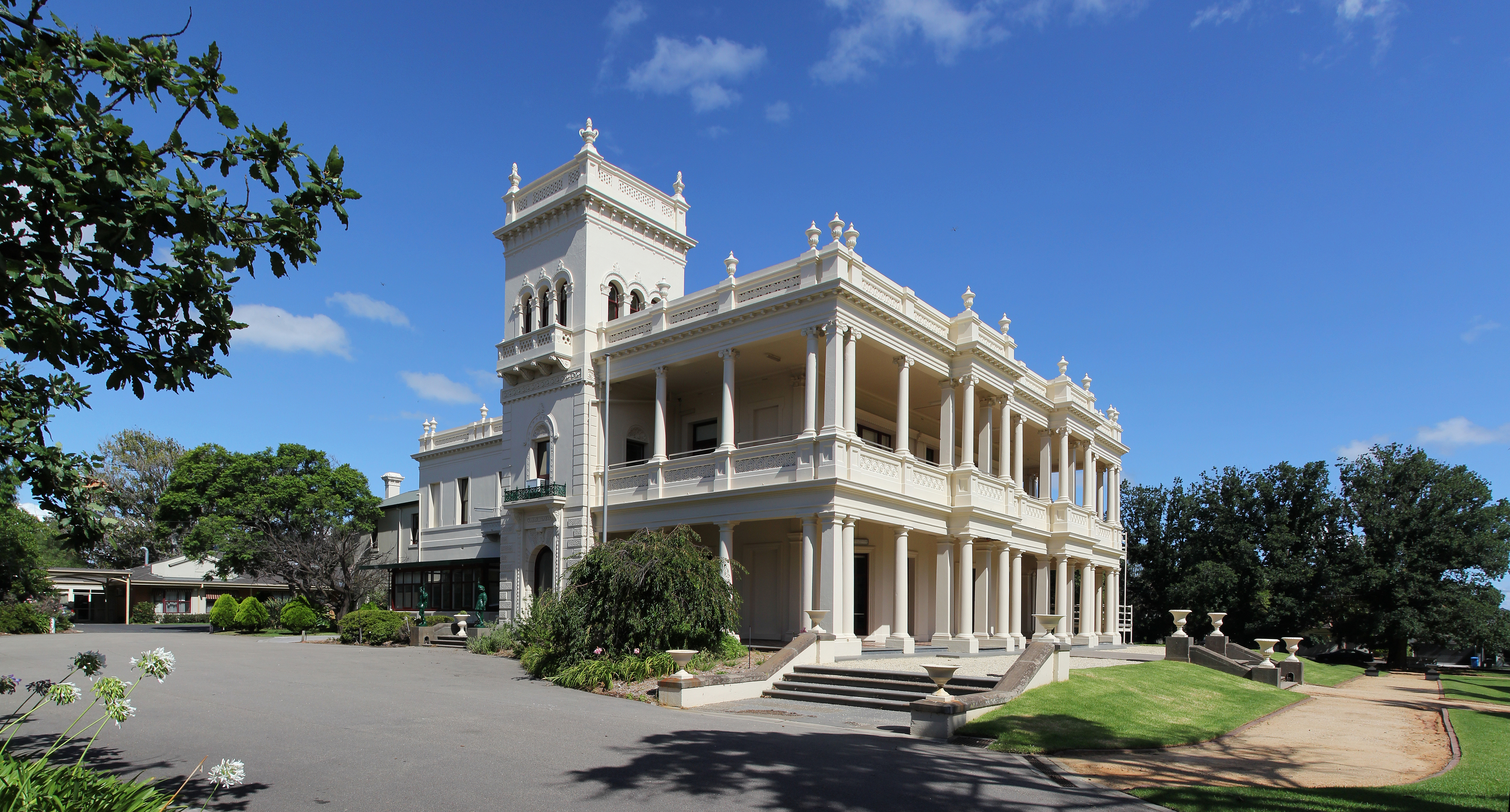
Heritage Kamesburgh Gardens em North Road, Brighton

- Adam Lindsay Gordon, poeta e desportista hípico;
- James Brayshaw, jogador de cricket e jornalista desportivo;
- Cathy Freeman, atleta;
- Jack Iverson, jogador de cricket;
- Chris Judd, futebolista;
- Matthew Lloyd, futebolista;
- Jesper Olsen, antigo jogador do Manchester United;
- Shane Warne, jogador de cricket;
- Todd Woodbridge, tenista;
- Danny Frawley, futebolista e jornalista desportivo;
- Eric Bana, estrela de Hollywood.